# 野村哲郎
野村 哲郎（のむら てつろう、1943年〈昭和18年〉11月20日 - ）は、日本の政治家。自由民主党所属の参議院議員（4期）。鹿児島県姶良郡隼人町（現：霧島市）出身。
農林水産大臣（第67代）、農林水産大臣政務官（福田康夫改造内閣・麻生内閣）、参議院決算委員長、同政府開発援助等に関する特別委員長、同農林水産委員長、同政治倫理審査会長、自由民主党政務調査会長代理などを歴任。甥は野村の第一秘書。

## 経歴
1962年、ラ・サール高等学校卒業。1966年、中馬辰猪衆議院議員秘書となる。1969年、鹿児島県農業協同組合中央会に入職。経営監査部長、参事、常務などを歴任し2004年に退職。
2004年7月の第20回参議院議員通常選挙に自由民主党公認で鹿児島県選挙区より出馬し初当選。
2008年8月、福田康夫改造内閣において農林水産大臣政務官に就任。
2010年7月の第22回参議院議員通常選挙で再選。
2016年7月の第24回参議院議員通常選挙（鹿児島県知事選と同日選）で3選。
2017年8月、自民党農林部会長に就任。
2022年7月の第26回参議院議員通常選挙にて4選を果たす。
2022年8月10日、第2次岸田第1次改造内閣において農林水産大臣として初入閣。

## 政策・主張

### 憲法
- 憲法改正について、2016年の朝日新聞社のアンケート、2022年のNHKのアンケートで「賛成」と回答[9][10]。
- 9条改憲について、2016年の毎日新聞社のアンケートで「改正して、自衛隊の役割や限界を明記すべきだ」と回答[11]。2022年の毎日新聞社のアンケートで「改正して、自衛隊の存在を明記すべきだ」と回答[12]。9条への自衛隊の明記について、2022年のNHKのアンケートで「賛成」と回答[10]。
- 憲法を改正し緊急事態条項を設けることについて、2022年のNHKのアンケートで「賛成」と回答[10]。

### 外交・安全保障
- 「他国からの攻撃が予想される場合には先制攻撃もためらうべきではない」との問題提起に対し、2016年のアンケートで「どちらかと言えば賛成」と回答[9]。
- 敵基地攻撃能力を持つことについて、2022年のNHKのアンケートで「賛成」と回答[10]。
- 「北朝鮮に対しては対話よりも圧力を優先すべきだ」との問題提起に対し、2016年のアンケートで「どちらかと言えば賛成」と回答[9]。
- 安全保障関連法の成立について、2016年の毎日新聞社のアンケートで「今の法制でよい」と回答[11]。
- 普天間基地の移設問題について、2016年の毎日新聞社のアンケートで「沖縄県名護市辺野古に移設すべき」と回答[11]。
- 日本の核武装について、2016年の毎日新聞社のアンケートで「将来にわたって検討すべきでない」と回答[11]。
- ロシアは2022年2月24日、ウクライナへの全面的な軍事侵攻を開始した[13]。日本政府が行ったロシアに対する制裁措置についてどう考えるかとの問いに対し、2022年のNHKのアンケートで「さらに強めるべきだ」と回答[10]。同年の毎日新聞社のアンケートで「制裁をより強めるべきだ」と回答[12]。
- 2022年6月7日、政府は経済財政運営の指針「骨太方針」を閣議決定した。NATO加盟国が国防費の目標としている「GDP比2％以上」が例示され、防衛力を5年以内に抜本的に強化する方針が明記された[14]。「防衛費を今後どうしていくべきだと考えるか」との問いに対し、2022年のNHKのアンケートで「ある程度増やすべき」と回答[10]。

### ジェンダー
- 選択的夫婦別姓制度の導入について、2010年、2016年のアンケートで「反対」と回答[15][9]。2022年のNHKのアンケートで「どちらかといえば反対」と回答[10]
- 同性婚を可能とする法改正について、2016年、2022年のアンケートで「反対」と回答[9][10]。
- クオータ制の導入について、2016年のアンケートで「どちらかと言えば反対」と回答[9]。2022年のNHKのアンケートで「反対」と回答[10]

### その他
- 永住外国人への地方参政権付与について、2016年のアンケートで「反対」と回答[9]。
- 首相の靖国神社参拝について、2016年のアンケートで「賛成」と回答[9]。
- 「治安を守るためにプライバシーや個人の権利が制約されるのは当然だ」との問題提起に対し、2016年のアンケートで「どちらかと言えば賛成」と回答[9]。
- 「原子力発電所は日本に必要だと思うか」との問いに対し、2016年の毎日新聞社のアンケートで「当面は必要だが、将来的には廃止すべきだ」と回答[11]。
- 2016年の米国大統領選挙について「ドナルド・トランプとヒラリー・クリントンのどちらを支持するか」との問いに対し、2016年の毎日新聞社のアンケートで「どちらとも言えない」と回答[11]。
- 2016年2月8日、高市早苗総務大臣は、放送局が政治的公平性を欠く放送を繰り返した場合、電波法に基づき電波停止を命じる可能性に言及した[16]。安倍晋三首相は2月15日の衆議院予算委員会で野党の批判に反論し、高市の発言を擁護した[17]。政府の姿勢をどう思うかとの問いに対し、2016年の毎日新聞社のアンケートで「問題とは思わない」と回答[11]。
- 国会議員の被選挙権年齢の引き下げについて、2022年の毎日新聞社のアンケートで「反対」と回答[12]。

## 政治献金
- 全国たばこ販売政治連盟や全国たばこ耕作者政治連盟といったたばこ関連団体から、2010年に60万円の政治献金を受けている[18]。

## 不祥事・疑惑
- 野村の後援会が、2010年2～4月にかけて、キャバクラやスナックで会合した際の飲食代計約37万円を政治活動費として計上していたことが判明した。なお、野村自身はそれらの会食には出席していないと主張している。事務所長の男性は「大量の領収書の中に紛れ込んでしまった。」と述べている[19]。
- 野村が代表を務める野村哲郎後援会彩耀会が、JA鹿児島県中央会から鹿児島県農政連を迂回して、業務委託名目の委託料として、2008年から14年の間に合計2,520万円を受領していたが、これが違法寄付だとして市民団体が刑事告発した[20]。
- 鶏卵生産大手「アキタフーズ」のグループ元代表秋田善祺（よしき）が野村を通じ、自民党の竹下派「平成研究会」のパーティー券を30万円分購入したのに、平成研が平成30年分の政治資金収支報告書に氏名などを記載していなかったことが10日、分かった。平成研は2020年12月9日付で収支報告書を訂正した。野村の事務所によると、野村は2018年2月14日に元代表と面会、パーティー券の購入資金を受け取ったという。パーティーは2018年3月に開催された。野村は2018年8月～2020年9月、自民党の農林部会長を務めていたが、「元代表個人からの要望などは受けていない」としている[21]。

### 「汚染水」発言
- 農林水産大臣在任中の2023年8月31日、首相官邸で行われた会議に出席後、取材を受けた際に、「それぞれの役所の取り組み状況あるいは、汚染水のその後の評価などで情報交換をした」と述べ、東京電力福島第一原発にたまるALPS処理水について、中国政府などが使う「汚染水」と発言した。その後、内閣総理大臣の岸田文雄が発言の撤回と謝罪を指示し、その日の夜、ぶら下がり取材で「処理水を汚染水と言い間違えたことについて、全面的に謝罪して撤回を致したい。福島県の皆様をはじめ、一生懸命になっている関係者の皆様に不快な思いをさせ、申し訳なかった」と謝罪撤回した上で、「なぜそのときに汚染水と言ったのか、私も自分で言ったということを、もう全然記憶になかったものですから」と釈明し、「反省をふまえて、あらためて緊張感を持って、水産業者に寄り添った対策の実施に万全を尽くしたい」と述べ、辞任を否定した[22][23][24]。
- 翌日1日の記者会見で「汚染…、処理水という言葉を言い間違えたことについて、福島の皆さまをはじめ、関係者の皆さまに不快な思いをさせて申し訳なかったと、こういう気持ちでいっぱいでございます」と改めて謝罪した上で、「今申し上げましたように、改めて緊張感を持って水産事業者に寄り添って職務に当たりたいと、かように思っております」と改めて辞任を否定した。また、謝罪時に原稿を読んでいたことには、「昨日から申し上げているように、こういった間違いを起こしたことに対して、大変申し訳ないと、顔を上げて言えばよろしかったんでしょうけども、私は時々やっぱり口が滑ってしまう」と述べた[25]。
- この発言に対し、与野党から批判を受けた[22][25]他、中国外務省報道官の汪文斌は、1日の記者会見で「日本の政府関係者が汚染水に言及したことは事実を語ったにすぎない」と述べた[26]。

## 人物・エピソード
- 2020年5月9日、7月の鹿児島県知事選挙を前に、三反園訓が行った後援会の事務所開きに、自由民主党県連会長の森山裕と選挙対策委員長の野村哲郎が東京から参加した。終了後、報道陣の問いかけに森山は「党として推薦している立場もある。（自民県選出の国会議員のうち）2人だけ帰ってこさせてもらった」と説明していた。新型コロナウイルスに対応する緊急事態宣言下で、県が「不要不急の来県自粛」を呼びかけていたさなかで批判を浴びることとなり、三反園は14日の記者会見で「配慮が足りなかった。反省している」と陳謝した[27][28]。

## 所属団体・議員連盟
- 自民党たばこ議員連盟[29]
- 自由民主党たばこ特別委員会（副委員長）[30]
- 日本会議国会議員懇談会[31]
- 神道政治連盟国会議員懇談会[31]
- みんなで靖国神社に参拝する国会議員の会[31]
- TPP交渉における国益を守り抜く会
- 創生「日本」

## 支援団体
- 全国たばこ販売政治連盟（2022年参院選組織推薦候補者）[32]

## 選挙歴
| 当落 | 選挙                     | 執行日         | 年齢 | 選挙区         | 政党       | 得票数     | 得票率 | 定数 | 得票順位 /候補者数 | 政党内比例順位 /政党当選者数 |
| ---- | ------------------------ | -------------- | ---- | -------------- | ---------- | ---------- | ------ | ---- | ------------------ | ---------------------------- |
| 当   | 第20回参議院議員通常選挙 | 2004年07月11日 | 60   | 鹿児島県選挙区 | 自由民主党 | 45万5591票 | 53.21% | 1    | 1/3                | /                            |
| 当   | 第22回参議院議員通常選挙 | 2010年07月11日 | 66   | 鹿児島県選挙区 | 自由民主党 | 43万7740票 | 54.97% | 1    | 1/3                | /                            |
| 当   | 第24回参議院議員通常選挙 | 2016年07月10日 | 72   | 鹿児島県選挙区 | 自由民主党 | 43万8499票 | 58.96% | 1    | 1/4                | /                            |
| 当   | 第26回参議院議員通常選挙 | 2022年07月10日 | 78   | 鹿児島県選挙区 | 自由民主党 | 29万1169票 | 46.01% | 1    | 1/5                | /                            |